# ليونارد هاميلتون
ليونارد هاميلتون (23 ديسمبر 1862 في الهند - 14 مارس 1957) (بالإنجليزية: Leonard Hamilton)‏ هو لاعب كريكت بريطاني (وحمل سابقاً جنسية المملكة المتحدة لبريطانيا العظمى وأيرلندا). لعب مع Kent County Cricket Club ‏.

## وصلات خارجية
- ليونارد هاميلتون على موقع إي آس بي آن كريك إنفو (الإنجليزية)